# Tephrosia scopulata
Tephrosia scopulata är en ärtväxtart som beskrevs av Mats Thulin. Tephrosia scopulata ingår i släktet Tephrosia och familjen ärtväxter. Inga underarter finns listade i Catalogue of Life.